# ثلمة المعدة الفؤادية
الثلمة الفؤادية للمعدة (أو ثلمة المعدة الفؤادية) (بالإنجليزية: Cardiac notch of stomach)‏ هي عبارة عن زاوية حادة تصل بين الحافة اليسرى للمريء مع الانحناء الكبير للمعدة.
بينما الحافة اليمنى للمريء تستمر مع الانحناء الصغير للمعدة دون تشكيل زاوية.

## روابط خارجية
- درسٌ تشريحي حول stomach مُعدٌ بواسطة ويسلي نورمان (جامعة جورجتاون). (stomachinside)

1. ↑  نموذج تأسيسي في التشريح، QID:Q1406710